# Eulonchopria psaenythioides
Eulonchopria psaenythioides är en biart som beskrevs av Brethes 1909. Eulonchopria psaenythioides ingår i släktet Eulonchopria och familjen korttungebin. Inga underarter finns listade i Catalogue of Life.